# Байо, Скотт
Скотт Винсент Джеймс Байо (англ. Scott Vincent James Baio; род. 22 сентября 1961, Бей-Ридж, Нью-Йорк, США) — американский актёр кино и телевидения, режиссёр и продюсер телевидения.

## Биография
Родился в Нью-Йорке в семье итальянских иммигрантов из Сицилии. Известен по своим ролям Чачи Аркола в ситкоме «Счастливые дни» (1977—1984) и его продолжении «Джоани любит Чачи» (1982—1983), а также по главной роли в сериале «Чарльз в ответе» (1984—1990). Помимо этого исполнил роль доктора Джека Стюарта в комедийно-детективном сериале «Диагноз: убийство» (1993—1995), а также главного персонажа музыкального фильма «Багси Мэлоун» (1976).
Является членом Республиканской партии.